# Drew Van Acker
Drew Van Acker (Nueva York; 2 de abril de 1986) es un actor y modelo estadounidense. Conocido principalmente por interpretar a Jason DiLaurentis a partir de la segunda temporada de Pretty Little Liars.

## Biografía
Van Acker nació en Omaha, Nebraska, y se mudó a Medford, Nueva Jersey, a los 10 años. Atendió a la secundaria Shawnee High School. En la secundaria, Drew Van Acker puso en pausa sus aspiraciones como actor debido a los compromisos demandantes de los equipos de fútbol y lacrosse. Durante la preparatoria, su equipo de fútbol llegó a un campeonato estatal tras otro, gracias a lo cual ganó una beca para jugar al fútbol en la Universidad Towson. Mientras asistía a Towson, Van Acker tomó una serie de cursos de teatro para volver a centrarse en la actuación. Luego tomó la decisión de mudarse a Nueva York, seguido de mudarse a Los Ángeles.

## Carrera
Mientras asistía a Towson, Drew Van Acker decidió volver a concentrar su atención en su carrera como actor. Luego de una reunión con su entrenador para comunicarle su decisión, Van Acker abandonó su beca deportiva y se mudó a la ciudad de Nueva York, para estudiar actuación. Una vez que logró ahorrar el dinero suficiente, se trasladó a Los Ángeles, donde consiguió rápidamente un agente y un representante. Antes de su papel fijo como Jason DiLaurentis en Pretty Little Liars, Van Acker actuó en la serie, Tower Prep, como protagonista. También ha aparecido en The Lake, de TheWB.com, en el papel del apuesto y atlético, Ryan Welling. Además, Drew Van Acker hizo apariciones en las series televisivas, Castle y Greek.
A partir del 2013 pasó a formar parte de la serie Devious Maids, creada por Marc Cherry y producida por Eva Longoria, entre otros, en la que participa junto a Ana Ortiz y Roselyn Sánchez.
En 2017, se unió al drama policial Training Day de CBS como el detective Tommy Campbell. En 2019, Van Acker apareció como Garth / Aqualad en la serie, Titans.

## Filmografía

### Cine
| Año  | Película         | Papel      | Notas                       |
| ---- | ---------------- | ---------- | --------------------------- |
| 2012 | Fortress         | Tremaine   | Película independiente      |
| 2014 | Camouflage       | Tim Lounge |                             |
| 2019 | Life Like        | James      |                             |
| 2020 | Spy Intervention | Corey Gage | Además, productor ejecutivo |
| —    | Crimson Blues    | Broussard  | En preproducción            |

### Televisión
| Año     | Título               | Rol                      | Notas                                                                      |
| ------- | -------------------- | ------------------------ | -------------------------------------------------------------------------- |
| 2009    | The Lake             | Ryan Welling             | Protagonista                                                               |
| 2009    | Castle               | Donny Kendall            | Episodio: «Hedge Fund Homeboys»                                            |
| 2009    | Greek                | Parker                   | Episodio: «High and Dry»                                                   |
| 2010    | Tower Prep           | Ian Archer               | Papel principal, 13 episodios                                              |
| 2011–17 | Pretty Little Liars  | Jason DiLaurentis        | Recurrente (temporadas 2–3, 5–6), invitado (temporadas 4, 7); 35 episodios |
| 2012    | Pretty Dirty Secrets | Jason DiLaurentis        | Episodio «A Reunion»                                                       |
| 2013–15 | Devious Maids        | Remi Delatour            | Papel principal (temporadas 1-2), invitado (temporada 3); 28 episodes      |
| 2017    | Training Day         | Detective Tommy Campbell | Elenco principal                                                           |
| 2019    | Hell's Kitchen       | Él mismo                 | Invitado, episodio: «An Episode Of Firsts»                                 |
| 2019    | Titans               | Garth / Aqualad          | 2 episodios                                                                |

### Videos musicales
| Año  | Título              | Artista   | Papel    | Ref.  |
| ---- | ------------------- | --------- | -------- | ----- |
| 2018 | "Give Me Your Hand" | Shannon K | Él mismo | [ 6 ] |